# Stefano Pulga
Stefano Pulga (Sassari, 14 marzo 1954) è un pianista, produttore discografico e arrangiatore italiano.

## Biografia
All'età di nove anni comincia gli studi classici di pianoforte. Dal 1971, dopo essersi trasferito a Milano, per circa due anni suona nelle balere, nei night club e nei piano bar. Nel 1973 collabora per qualche mese con i Dik Dik. Successivamente, dopo essere approdato alla Numero Uno, entra a far parte della neonata formazione dei Flora Fauna Cemento, gruppo che vedrà la collaborazione di cantanti quali Gianna Nannini e Ivan Graziani. Nel 1975 Pulga registra per la F.M.A. il suo primo singolo, prodotto da Mauro Paoluzzi. A fine anno insieme a Stefano Cerri, Luciano Ninzatti, Maurizio Preti e Mauro Spina, costituisce un gruppo, i Crisalide.
I quattro suonano insieme nel tour di Loredana Bertè mentre l'anno dopo la stessa formazione è in tour con Fausto Leali. Dopo la registrazione del singolo Affetto di Eugenio Finardi, Pulga esce dal gruppo e si dedica esclusivamente al lavoro di turnista e in studio di registrazione, collaborando ai dischi di molti cantanti di quel periodo come Loredana Bertè, Mario Lavezzi, Anna Oxa, Fiorella Mannoia, Alberto Radius, Fausto Leali, Mina, Riccardo Cocciante, Roberto Vecchioni, Gianna Nannini e Marcella Bella.
Nel 1979 realizza un primo album da solista, Suspicion, di cui scrive le musiche e cura gli arrangiamenti; i testi sono firmati da Ivano Fossati e la produzione è di Mario Lavezzi.
Alla fine del 1980 fonda i Kano, un progetto musicale dance per cui arrangia e realizza il singolo I'm Ready, facente parte dell'album Kano. Nello stesso anno suona nell'album Fabio Concato, che contiene canzoni come Fiore di maggio e Guido piano.
Nel 1981 partecipa alla realizzazione del progetto Pink Project. Il gruppo rivisita in chiave dance alcuni successi, come Mammagamma e Sirius di Alan Parsons e Another Brick in the Wall dei Pink Floyd. In parallelo, produce per il cantante statunitense Jimmy Ross l'album First True Love Affair, da cui viene estratto l'omonimo singolo. Produce inoltre il secondo album di Kano New York Cake.
Nel 1982 sospende l'attività di turnista per concentrarsi sul suo secondo album, Indio, sempre prodotto da Mario Lavezzi che, come il precedente, contiene un misto di musica strumentale e di brani cantati. Dello stesso anno è la produzione del terzo album dei Kano, Another Life;  compone inoltre la canzone Un altro uomo un'altra donna per l'album Problemi di Marcella Bella. Nel 1983 esce il singolo di Pulga Desideri pensieri/Love Taker, mentre a fine anno viene pubblicato il secondo album dei Pink Project, Split.
Durante le sessioni di registrazione delle voci di questo album, effettuate negli Stati Uniti, Pulga lavora insieme a musicisti di fama internazionale come Gordon Grody e Afrika Bambaataa.
Alla fine del 1983 realizza e arrangia l'album del cantante francese Gilbert Montagnè da cui viene estratto il singolo On va s'aimer. Pubblica anche, con la Baby Records, il terzo album da solista, If, che include il singolo Take Me Higher. A Londra viene girato il videoclip del secondo singolo estratto da If, Alone Again.
Nel 1985 collabora con Edoardo Bennato nel disco Kaiwanna e lavora agli arrangiamenti di un altro album di Gilbert Montagné. Nel 1987 co-produce l'album OK Italia, ancora di Edoardo Bennato.
Nel 1988 Pulga apre il proprio studio di registrazione lo Step Recording Studio. Nel 1989 pubblica l'album New Beat Less, contenente un insieme di successi del passato rivisitati in chiave house-new beat.
Nel 1991 realizza l'album d'esordio del giovane cantautore Marcello Pieri Vengo a piedi con te.  L'anno seguente, sempre per Marcello Pieri, realizza il secondo album Un cocomero in discesa  da cui viene estratto il singolo Femmina.
Nel 1992 realizza per la WEA l'album di una esordiente napoletana, Ninè. Marcello Pieri e Ninè debuttano al Festival di Sanremo del 1993, e Pulga li accompagna nella veste di direttore d'orchestra. 
Nello stesso anno realizza il disco del cantante californiano Christopher Sluka Lost in This World nonché alcuni arrangiamenti per un altro autore, Stefano Conca. Nel 1994 realizza la colonna sonora di un film a cartoni animati di Guido Manuli sulla vita di Giuseppe Garibaldi. Nello stesso anno compone e registra le canzoni del proprio quarto album da solista, Viale dei passi perduti. Di seguito inizia la realizzazione dell'album di Valeria Visconti Dimmi di sì prodotto da Carlo Marrale per la Fonit Cetra.
Stefano Pulga è di nuovo a Sanremo, nel febbraio del 1995, per la direzione d'orchestra per la Visconti. Nello stesso anno realizza le musiche per le campagne pubblicitarie di Banca Toscana e Big Babol (Perfetti) e il singolo Stella di Roma di Maurizio Lauzi presentato a Sanremo Giovani. Nel 1996 realizza l'album di Luca Laurenti Nudo nel mondo e l'album dell'artista messicana Fey. Realizza per la stessa produzione dal 1996 al 1999 i lavori di altri artisti latini: Bertha Patricia Manterola Carrión, Kairo, Iran Castillo, Diana Wolf.
Dal 1997 al 1999 realizza anche le musiche per le campagne pubblicitarie di Chloralit, Brooklyn, Pryngeps, Sony, Luxottica, Toyota e Voiello. Nel frattempo, nel maggio 1998, Pulga inaugura il nuovo studio di registrazione, costruito su un progetto di Marco Berardinelli. Nel 1999 compone la musica, registra e mixa il singolo Vivere a colori di Fiorello.
Dal 2001 lavora alla colonna sonora e alla sonorizzazione di una serie di 39 episodi d'animazione realizzati da Fusako Yusaki per il mercato giapponese. Nel 2003 mixa l'album doppio dal vivo di Riccardo Fogli Storie di tutti i giorni - Ventiquattro brani dal vivo e realizza le musiche per le campagne pubblicitarie di Cameo e Perugina. Nel 2006 realizza nel proprio studio gli arrangiamenti dell'album Melody Maker di Carlo Marrale.
Nel 2006-2007 insieme a Mauro Spina cura gli arrangiamenti di Peter Pan, il musical e sempre nel 2007 realizza il suo quinto album da solista Il cielo e la sposa.
Collabora nel 2010 con la United 1861 alla realizzazione delle musiche per gli spot di Procter & Gamble e Golden Point e nel 2014 realizza per la Ogilvy la musica per la campagna sociale del CIAI. Nel 2015 produce l'album Le strade popolari del cantautore Michelangelo Giordano. Nel 2016-2017, sempre per Ogilvy, produce le musiche per le campagne pubblicitarie di Fruttolo e Merck 100 Years e per Paramount Channel la musica per il lancio della programmazione Indiana Jones. È del 2017 anche la produzione dell'album Ali di Monica Shannon la quale, oltre alle proprie composizioni, interpreta un inedito dello stesso Pulga. Sempre nello stesso anno fonda con la moglie Benedetta la società 2bgood che, oltre a proseguire nelle produzioni ed arrangiamenti, si occupa della associazione della musica al benessere. Il primo lavoro che Pulga realizza nel 2018 è la colonna sonora per il progetto Stop and Go Massage.
Ad aprile del 2018 inizia la produzione di un nuovo album per la cantante Arizona Parker. Il lavoro si sviluppa nell'arco di 12 mesi e viene concluso nel giugno 2019 col titolo di Confused Songwriter.

## Discografia

### Album in studio
- 1979 – Suspicion
- 1982 – Indio
- 1984 – If
- 1995 – Viale dei passi perduti
- 2007 – Il cielo e la sposa

### Singoli
- 1976 – Vivo/Stanco
- 1979 – Suspicion/Mezzocuore
- 1982 – Come nei fumetti/Dolce Luna
- 1983 – Love Taker/Desideri pensieri
- 1984 – Come Back/Alone Again
- 1984 – Take Me Higher/Supergirl

### Con i Pink Project

#### Album in studio
- 1982 – Domino
- 1983 – Split

#### Raccolte
- 2019 – Meeting

### Collaborazioni
- 2016 – Everybody Summer (DJ N-Joy feat. Stefano Pulga)
- 2018 – Mon Real Sound – Ugly Man - The Gino Vannelli Songbook (tastiere, violino e voce secondaria nei brani The River Must Flow e Ugly Man)